# Dedina Mládeže
Dedina Mládeže és un poble i municipi d'Eslovàquia que es troba a la regió de Nitra, al sud-oest del país. El 2022 tenia una població estimada de 433 habitants.

## Demografia
| Godina             | 1994 | 2004   | 2014   | 2024   |
| ------------------ | ---- | ------ | ------ | ------ |
| Nombre de persones | 527  | 499    | 454    | 415    |
| Diferència         |      | −5,31% | −9,01% | −8,59% |

| Godina             | 2023 | 2024   |
| ------------------ | ---- | ------ |
| Nombre de persones | 424  | 415    |
| Diferència         |      | −2,12% |